# Artur Nogal
Artur Nogal (* 26. August 1990 in Warschau) ist ein polnischer Eisschnellläufer.

## Werdegang
Nogal startete international erstmals bei den Juniorenweltmeisterschaften 2009 in Zakopane und belegte dort den 35. Platz über 1500 m, den 12. Rang über 1000 m und den sechsten Platz im 2 × 500-m-Lauf. Im folgenden Jahr holte er bei den Juniorenweltmeisterschaften in Moskau die Goldmedaille im 2 × 500-m-Lauf. Sein Debüt im Eisschnelllauf-Weltcup gab er zu Beginn der Saison 2012/13 in Heerenveen und errang dabei die Plätze 22 und 16 jeweils in der B-Gruppe über 500 m. Im weiteren Saisonverlauf wurde er bei der Winter-Universiade 2013 Sechster im 2 × 500-m-Lauf. Im folgenden Jahr kam er bei den Olympischen Winterspielen 2014 in Sotschi auf den 36. Platz über diese Distanz. In der Saison 2014/15 lief er bei der Sprintweltmeisterschaft 2015 in Astana auf den 16. Platz und bei den Einzelstreckenweltmeisterschaften 2015 in Heerenveen auf den 15. Rang im 2 × 500-m-Lauf. Im folgenden Jahr errang er bei der Sprintweltmeisterschaft 2016 in Seoul den 25. Platz. In der Saison 2016/17 erreichte er in Heerenveen mit dem dritten Platz im Teamsprint seine erste Podestplatzierung im Weltcup und belegte bei der Mehrkampfeuropameisterschaft 2017 in Heerenveen den 12. Platz im Sprint-Mehrkampf. Zudem errang er bei der Sprintweltmeisterschaft 2017 in Calgary den 21. Platz. In der folgenden Saison kam er in Minsk mit dem zweiten Platz im Teamsprint erneut aufs Podest und gewann bei den Europameisterschaften 2018 in Kolomna die Bronzemedaille im Teamsprint. Beim Saisonhöhepunkt, den Olympischen Winterspielen 2018 in Pyeongchang, belegte er den 36. Platz über 500 m. In der Saison 2018/19 lief er bei der Sprintweltmeisterschaft 2019 in Herrenveen auf den 13. Platz, bei der Mehrkampfeuropameisterschaft 2019 auf den 12. Rang im Sprint-Mehrkampf und bei den Einzelstreckenweltmeisterschaften 2019 in Inzell auf den 15. Platz über 500 m und auf den fünften Rang im Teamsprint. In der folgenden Saison wurde er bei den Europameisterschaften 2020 in Heerenveen Siebter über 1000 m und Vierter über 500 m und belegte bei den Einzelstreckenweltmeisterschaften 2020 in Salt Lake City den 16. Platz über 500 m und bei der Sprintweltmeisterschaft 2020 in Hamar den 15. Platz. Nach Platz fünf bei den Europameisterschaften 2021 im Sprint-Mehrkampf zu Beginn der Saison 2020/21 errang er bei den Einzelstreckenweltmeisterschaften 2021 in Heerenveen den 16. Platz über 1000 m und den zehnten Platz über 500 m.
Bei polnischen Meisterschaften siegte Nogal sechsmal im Sprint-Mehrkampf (2012, 2015–2017, 2020, 2021), viermal im 2 × 500-m-Lauf (2011, 2014, 2016, 2017) und jeweils einmal über 500 m (2021), 1000 m (2021) und im Teamsprint (2020).

## Teilnahmen an Welt- und Europameisterschaften und Olympischen Winterspielen

### Olympische Spiele
- 2014 Sotschi: 36. Platz 2 × 500 m
- 2018 Pyeongchang: 36. Platz 500 m

### Einzelstrecken-Weltmeisterschaften
- 2015 Heerenveen: 18. Platz 2 × 500 m
- 2019 Inzell: 5. Platz Teamsprint, 15. Platz 500 m
- 2020 Salt Lake City: 16. Platz 500 m
- 2021 Heerenveen: 10. Platz 500 m, 16. Platz 1000 m

### Sprint-Weltmeisterschaften
- 2015 Astana: 16. Platz Mehrkampf
- 2016 Seoul: 25. Platz Mehrkampf
- 2017 Calgary: 21. Platz Mehrkampf
- 2019 Heerenveen: 13. Platz Mehrkampf
- 2020 Hamar: 15. Platz Mehrkampf

### Europameisterschaften
- 2017 Heerenveen: 12. Platz Sprint-Mehrkampf
- 2018 Kolomna: 3. Platz Teamsprint, 8. Platz 500 m
- 2019 Klobenstein: 12. Platz Sprint-Mehrkampf
- 2020 Heerenveen: 4. Platz 500 m, 7. Platz 1000 m
- 2021 Heerenveen: 5. Platz Sprint-Mehrkampf

## Persönliche Bestzeiten
- 500 m: 34,56 s (aufgestellt am 14. Februar 2020 in Salt Lake City)
- 1000 m: 1:08,96 min (aufgestellt am 8. Februar 2020 in Calgary)
- 1500 m: 1:49,40 min (aufgestellt am 18. März 2010 in Calgary)
- 3000 m: 4:12,99 min (aufgestellt am 17. Januar 2009 in Klobenstein)
- 5000 m: 7:33,92 min (aufgestellt am 16. Januar 2010 in Zakopane)
- 10.000 m: 16:07,28 min (aufgestellt am 16. Januar 2010 in Zakopane)